# Founders Pledge
A Founders Pledge é uma iniciativa beneficente com sede em Londres, na qual os empreendedores se comprometem a doar uma parte de seus lucros pessoais para instituições de caridade quando vendem seus negócios. Inspirada pelo altruísmo eficaz, a missão da Founders Pledge é "capacitar os empreendedores a fazer um bem imenso".
Até maio de 2023, 1.776 empreendedores em 30 países se inscreveram no Founders Pledge. Coletivamente, eles se comprometeram a doar US$ 9,3 bilhões em valor de ações (dos quais US$ 891 milhões em doações foram concluídos até o momento).

## História
A Founders Pledge foi lançada inicialmente em 2015 pelo Founders Forum for Good, que se concentra em ajudar empreendedores sociais a criar e expandir negócios. David Goldberg, cofundador e CEO da Founders Pledge, declarou que as ideias de altruísmo eficaz e o trabalho da 80.000 Hours em particular influenciaram a trajetória da organização.
A Founders Pledge foi nomeada uma das New Radicals de 2016, que são "projetos inovadores escolhidos pelo The Observer e pela Nesta por fazerem uma diferença real para a sociedade".
Com início em Londres, a Founders Pledge se expandiu e abriu vários novos escritórios em cidades como Berlim, Nova York e São Francisco. Além disso, a Founders Pledge lançou parcerias com organizações como Y Combinator, MassChallenge e Forward Partners. Em setembro de 2016, Sam Altman, presidente da Y Combinator, escreveu no blog da organização: "Muitos de nossos fundadores nos perguntam sobre como podem doar parte de seu patrimônio ou dos lucros pós-saída, e agora temos uma resposta: Founders Pledge."
Desde 2016, a Founders Pledge recebeu dois grandes subsídios - totalizando mais de US$ 6 milhões - da Open Philanthropy, uma fundação financiada em grande parte pelo cofundador do Facebook, Dustin Moskovitz.

## Atividades
A Founders Pledge realiza três tipos principais de atividades, todas gratuitas para seus membros:
- Primeiro, seu objetivo é criar uma comunidade de empreendedores orientados para o impacto, organizando eventos para educar os membros sobre estratégias de impacto apoiadas por evidências.[18]

- Em segundo lugar, eles fornecem suporte administrativo com doações e oferecem um fundo aconselhado por doadores.[19]

- Em terceiro lugar, a Founders Pledge realiza pesquisas sobre oportunidades de doação de alta alavancagem e aconselha seus membros sobre onde doar com base em seus valores pessoais.[3][20]

### Pesquisa
A Founders Pledge é parceira da GiveWell em sua pesquisa sobre instituições beneficentes de desenvolvimento e saúde global com boa relação custo-benefício. Além disso, a Founders Pledge escreveu relatórios de pesquisa sobre vários tópicos, incluindo:
- Investimentos de impactos[21]

- Mudanças climáticas[22][23]

- Políticas baseadas em evidências[24]

- Bem-estar animal

- Saúde mental[25]

- Mitigação de riscos existenciais[3]

## Membros
Os empreendedores que se inscrevem na Founders Pledge assumem um compromisso juridicamente vinculativo de doar uma parte de seus rendimentos pessoais em liquidez para instituições de caridade. O compromisso mínimo é de 2%, embora, em média, os empreendedores se comprometam com cerca de 7%. Comparando várias iniciativas de compromisso de doação, a Vox escreve que a Founders Pledge força o The Giving Pledge "a competir pela mentalidade da comunidade tecnológica atual".
Uma lista completa de membros está disponível no site da Founders Pledge. Entre os membros notáveis do Founders Pledge estão os seguintes:
- Mustafa Suleyman, cofundador do Google DeepMind[15]

- Kathryn Petralia, cofundadora e COO da Kabbage